# 帝塚山学院大学
帝塚山学院大学（てづかやまがくいんだいがく、英語: Tezukayama Gakuin University）は、大阪府堺市南区晴美台4-2-2に本部を置く日本の私立大学。1916年創立、1966年大学設置。大学の略称は帝塚（てづか）、TGU など。

## 概観

### 大学全体
学校法人帝塚山学院が運営する。大阪市住吉区の帝塚山に設立された帝塚山学院の大学部。長年にわたり女子大学として運営されていたが、2003年4月から人間文化学部（現・人間科学部）が男女共学化され、2007年4月からは全学的に男女共学となった。なお、奈良県にある帝塚山大学は、名称が類似しているが別法人である。

### 年表
- 1916年 財団法人帝塚山学院設立認可。
- 1917年 帝塚山学院小学校開校。
- 1918年 帝塚山学院幼稚園開園。
- 1926年 帝塚山学院高等女学校開校。
- 1941年 財団法人帝塚山学園が設立される。
- 1947年 学制改革により帝塚山学院中学校設置。
- 1948年 学制改革により帝塚山学院高等学校設置。
- 1950年 帝塚山学院短期大学開学。
- 1951年 財団法人帝塚山学院を学校法人帝塚山学院に改組。
- 1966年 大阪府南河内郡狭山町今熊に帝塚山学院大学開学（後の狭山キャンパス）。文学部（日本文学科、英文学科、美学美術史学科）を設置。
- 1983年 帝塚山学院泉ヶ丘中学校・高等学校開校。
- 1988年 大学文学部に国際文化学科を設置。
- 1998年 大阪府堺市南区晴美台に泉ヶ丘キャンパスを開設、大学人間文化学部（文化学科、人間学科）を設置。
- 1999年 短期大学廃止。
- 2002年 文学部英文学科を英語コミュニケーション学科に、美学美術史学科を芸術学科に改称。心理教育相談センター開室。
- 2003年 文学部英語コミュニケーション学科、芸術学科を文学部コミュニケーション学科、国際文化学科に改組。人間文化学部を共学化。大学院人間科学研究科人間科学専攻を開設。
- 2006年 人間文化学部に食物栄養学科を開設。
- 2007年 文学部コミュニケーション学科、芸術学科を現代コミュニケーション学科に改組し、男女共学化。大学院人間科学研究科に臨床心理学専攻（専門職学位課程）を設置。
- 2009年 文学部を改組し、リベラルアーツ学部を設置。人間文化学部を名称変更し人間科学部とし、文化学科、人間学科を改組して情報メディア学科、心理学科を設置。
- 2015年 人間科学部にキャリア英語学科を開設。
- 2016年 帝塚山学院創立100周年・帝塚山学院大学創学50周年記念事業イベントを開催。
- 2018年 2021年までに狭山キャンパスを閉鎖・売却、泉ヶ丘キャンパスへ集約する方針を発表[2]。
- 2020年 人間科学部キャリア英語学科をリベラルアーツ学部に編入。
- 2021年 キャンパスを統合。泉ヶ丘キャンパスに集約される。

## 基礎データ

### 所在地

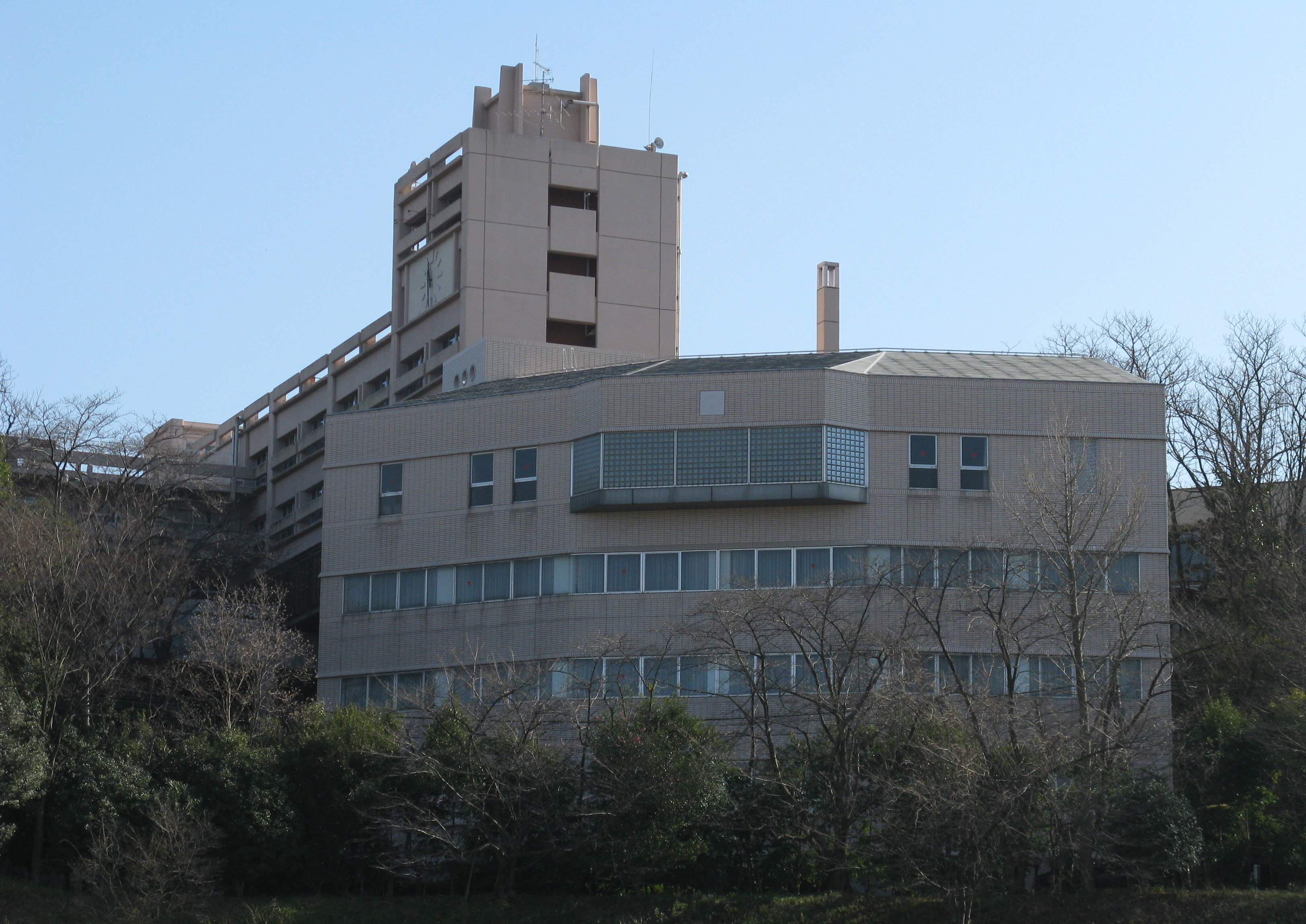
狭山キャンパス

- 狭山キャンパス（大阪府大阪狭山市今熊）（2021年3月末廃止）
- 泉ヶ丘キャンパス（大阪府堺市南区晴美台）

## 教育および研究

### 組織

#### 学部
- リベラルアーツ学部
  - リベラルアーツ学科
リベラルアーツ学科の下、日本学・文化構想専攻、韓国語韓国文化専攻、グローバル英語専攻、情報クリエイティブ専攻、社会マネジメント専攻が置かれている。
- 人間科学部（2024年4月学生募集停止）
  - 心理学科
  - 食物栄養学科
- 総合心理学部（2024年4月開設）
  - 総合心理学科
    - 臨床心理学コース
    - 健康・発達科学コース
    - こども学コース
    - 産業・行動科学コース
- 食環境学部（2024年4月開設）
  - 食イノベーション学科
    - フード領域
    - マネジメント領域
    - 人領域

  - 管理栄養学科
    - ハイエンド国試対策コース
    - 栄養サイエンスコース
    - メディカル応用コース
    - アスリート栄養コース
    - 食品開発コース
    - 国際栄養コース

#### 大学院
- 人間科学研究科
  - 臨床心理学専攻（専門職学位課程）
  - 人間科学専攻（修士課程）
    - 健康科学コース
    - メディア・言語文化コース

#### 附属機関
- 国際理解研究所
- メディアセンター

## 学生生活

### クラブ・同好会活動
13の体育会系クラブ、16の文化系クラブ、13の同好会が存在する。
| 運動部 - 硬式庭球 - バドミントン - ラクロス - ゴルフ - バスケットボール - ダンス - アーチェリー - 剣道 - 野球 - 合気道 - サッカー - バレーボール - フットサル | 文化部 - 文芸 - 美術 - 歴史考古学研究会 - 放送 - 漫画 - 演劇 - 未来学研究会 - 陶芸 - 軽音楽 - 茶道 - 書道 - 映画製作 - ジャズ - 茶道裏千家 - M.G探検 - Links（ゴスペル） | 同好会 - オーケストラ - 吹奏楽 - 囲碁 - スノーボード - 中国言語文化研究 - ソフトボール - 畑 - フリーペーパー - 手芸 - 写真 - 総合武術同好会 - 色えんぴつ画同好会 - 祭 |

## 大学関係者と組織

### 大学関係者一覧
- 生駒治美 - 声優、文学部卒業
- 小田晋 - 精神科医
- 大谷晃一 - 本学名誉教授・元学長、評論家、作家
- 上垣外憲一 - 比較文学者
- 清田治史 - 元朝日新聞記者。1982年に朝日新聞で初めて吉田清治氏をとりあげた。
- 小林カツ代 - 料理研究家、帝塚山学院短期大学卒
- ジェフ・バーグランド - タレント
- 島村洋子 - 作家、第6回コバルト・ノベル大賞、短期大学卒
- 園田恵子 - 詩人、文学部卒業
- 西本三十二 - 元学長、教育学者
- 宮内淳子 - 日本近代文学研究者
- 薬師院仁志 - 社会学者
- 山本亜津子 - 1991年ミス・ユニバース日本代表、選出時2年生
- 横川寿美子 － 児童文学研究者

## 公式サイト
- 帝塚山学院大学